# Yrjö Sakari Yrjö-Koskinen
Yrjö Sakari Yrjö-Koskinen, ursprungligen Georg Zacharias Forsman (jmfr: förfinskning), född den 10 december 1830 i Vasa, död den 13 november 1903 i Helsingfors, var en finländsk friherre, historiker och politiker. Han tillhörde den österbottniska prästsläkten Forsman och använde författarnamnet Yrjö Koskinen men antog vid adlandet 1882 släktnamnet Yrjö-Koskinen. Han var bror till Jakob Oskar Forsman.
Han är begravd på Sandudds begravningsplats i Helsingfors.

## Politikern
Yrjö Koskinen var en flitig journalist och publicist, och gick konsekvent in för att göra finskan till landets huvudspråk samt skapa en ny finsksinnad och finskspråkig elit. Själv lärde han sig tala finska först under gymnasietiden och lär ha betecknat denna bedrift som ett nedstigande i helvetet. Han inträdde i senaten 1882 och var 1885-99 chef för ecklesiastikexpeditionen, en post där han gjorde en stor insats för att främja det finska skol- och kulturlivet. Som konservativ och stridbar ledare för det finska partiet förordade han ett nära samarbete med de ryska myndigheterna för att främja finskans sak, och under sekelskiftets konstitutionella konflikter sökte han behålla förvaltningen i finska händer med målsättningen att trygga den finska nationens fortbestånd. Linjen, som även förutsatte en skärpt språkstrid, stämplades som undfallenhetspolitik och splittrade finska partiet i gammalfinnar och ungfinnar.

## Historikern
Yrjö Koskinen utsågs till professor i allmän historia vid Helsingfors universitet 1863 och flyttade genom tjänstbyte till lärostolen i finsk, rysk och nordisk historia 1876.
Yrjö Koskinens forskning gällde framför allt klubbekriget, stora ofreden, Göran Magnus Sprengtporten samt Finlands forntid och medeltid. Oppikirja Suomen kansan historiassa (1869-73) anlade ett av Snellman och Hegel inspirerat finsknationellt synsätt på Finlands historia. Enligt Koskinen, som blev fennomanernas ledare på 1870-talet och sedermera också senator, hade den svenska tiden inneburit en utdragen förträngning och diskriminering av den finska nationen. I denna anda började fennomanska historiker skriva om hela Finlands historia.
I tidningen 'Suometar  myntade han den 17 augusti 1864 ordet "statsnatten" (valtioyö) för den författningslösa perioden i Finlands historia 1809-1863. 
1857 gav han ut en undersökning om bebyggelsen i Österbotten, och den blev länge riktgivande för den fortsatta forskningen. Också hans tes om att de s.k. birkarlarna som beskattade samerna var tavastländska bönder accepterades allmänt. Koskinens betydelse för medeltidsforskningen ligger främst i att han skapade en helhetssyn med hypoteser som senare forskare har kunnat kommentera och revidera. Hans teorier granskades och diskuterades ivrigt redan av samtiden, och några andra historiker ansåg dem både tendentiösa och alltför partipolitiskt inspirerade.

## Böcker (på svenska)
- Rättshistoriska bidrag till tolkningen af 1734 års lag [Diss. Helsingfors, 1855]
- Klubbe-kriget samt Finlands sociala tillstånd vid slutet af sextonde århundradet (Nuijasota, sen syyt ja tapaukset) (översättning Erik Oskar Edlund, 1864)
- Handlingar till upplysande af Finlands öden under det Stora nordiska kriget (utg. af Yrjo Koskinen, 1865)
- Finlands historia: för folkskolornas behof utarbetad (1873)
- Finlands historia från den äldsta tiden intill våra dagar (översättning Rafael Hertzberg, 1874)
- Om rikedomen: fyra korta kapitel (Folkupplysningssällskapet, 1875)
- De ledande idéerna i mänsklighetens historia (översättning T. O. Ilmoni, 1906)